# Steelheart
Steelheart est un groupe de glam metal américain, originaire de Norwalk, dans le Connecticut, formé en 1989. Lorsque leur premier album a été enregistré, les membres du groupe se composaient du chanteur Miljenko Matijevic, du guitariste solo Chris Risola, du guitariste rythmique Frank DiCostanzo, du bassiste James Ward et du batteur aujourd'hui décédé John Fowler. La formation actuelle comprend Miljenko Matijevic, Mike Humbert, Joe Pessia et Marten Andersson.
Le premier album de Steelheart, l'éponyme Steelheart (1990), sorti le 10 mai 1990, a été certifié disque d'or par la RIAA le 30 juillet 1991, principalement grâce au single I'll Never Let You Go qui a atteint la 23e place du Billboard Hot 100. C'était leur seul grand succès aux États-Unis.

## Histoire

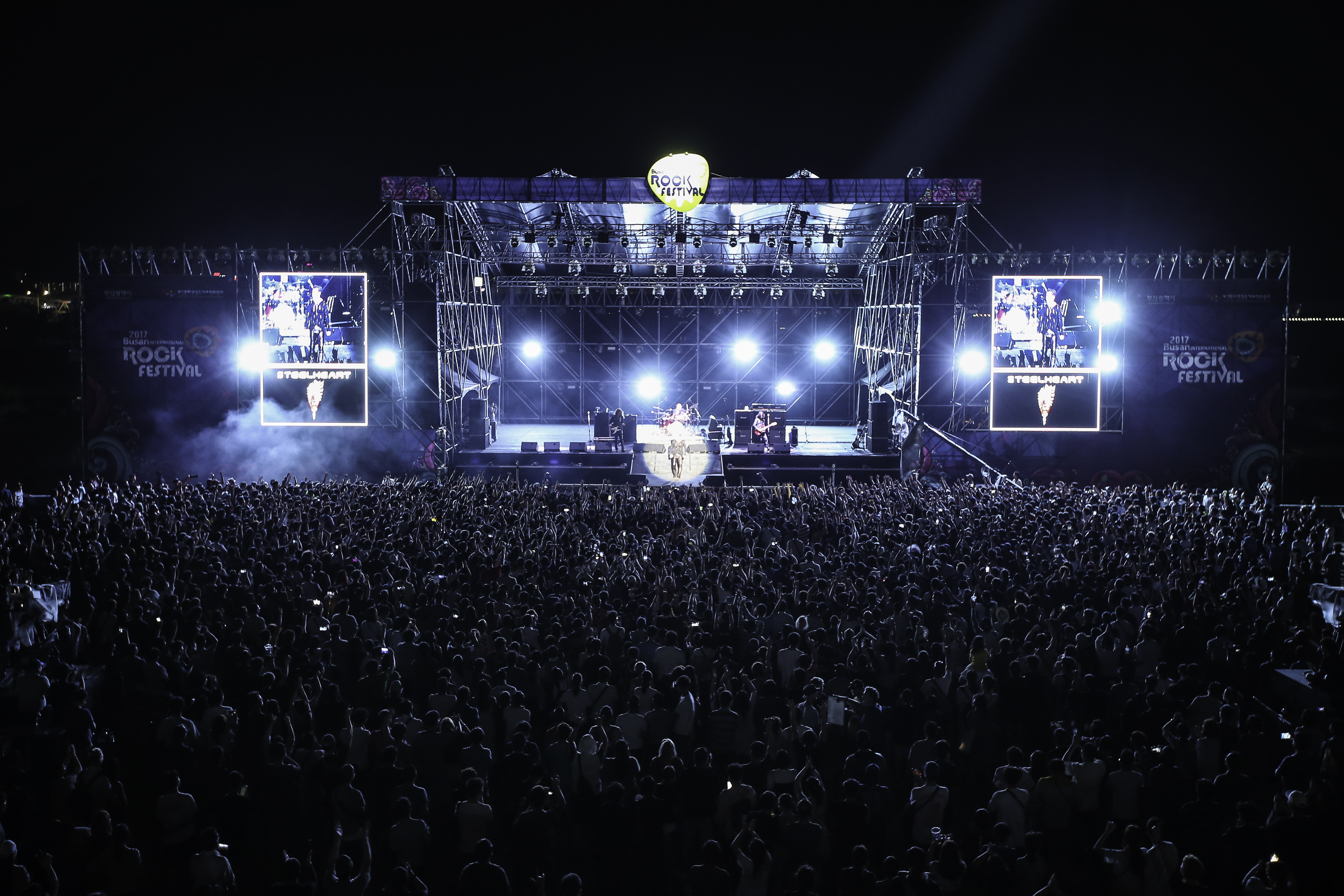
SteelHeart, à Pusan, en Corée, 2017.

Steelheart a été initialement formé en tant que groupe appelé Red Alert, dont les membres comprenaient James Ward (basse), Chris Risola (guitare solo), Jack Wilkenson (batterie) et Miljenko Matijevic (« Mike », chant). Frank DiCostanzo a rejoint le groupe en tant que guitariste rythmique et John Fowler a remplacé Jack Wilkenson. Mais après avoir déménagé à Los Angeles, et obtenu un contrat d'enregistrement et un manager, le groupe a finalement décidé de changer son nom en Steelheart. Le premier album du groupe, l'éponyme Steelheart, est sorti le 10 mai 1990 et a atteint la 40e place du Billboard 200.
Le deuxième album de Steelheart, intitulé Tangled in Reins, est sorti en 1992, atteignant la 144e place sur les charts Billboard. L'album a eu beaucoup moins de succès que son prédécesseur aux États-Unis, car il n'a atteint que la 144e place du Billboard 200 et aucun des singles n'a été classé. Le single Mama Don't You Cry s'est classé 1er dans de nombreux pays d'Asie de l'Est[réf. nécessaire], y compris Hong Kong, menant à une tournée asiatique en septembre 1992. Vers la fin de leur tournée en Asie, Steelheart a été invité par Slaughter à ouvrir pour eux lors d'un spectacle à Denver le soir de Halloween en 1992. Tout en interprétant Dancing in the Fire, extrait de leur album Tangled in Reins, Matijevic a marché sous un treillis d'éclairage non sécurisé, qui est tombé vers la scène. Dans une tentative de l'éviter, la poutre a atterri sur lui, l'écrasant face la première dans la scène. Matijevic a subi une fracture du nez, de la pommette, de la mâchoire et une torsion de la colonne vertébrale.
En 1996, une formation remaniée de Steelheart a été dévoilée, avec le guitariste Kenny Kanowski, le bassiste Vincent Mele et le batteur Alex Makarovich, laissant Matijevic comme dernier membre original. Le nouveau Steelheart a enregistré et sorti l'album Wait. Bien que leurs deux albums précédents soient orientés glam metal, cet album a plus un son de metal alternatif. Le membre original James Ward a rejoint Steelheart lors de la tournée de l'album. Bien que l'album n'ait pas réussi à se classer aux États-Unis, le morceau We All Die Young a été présenté dans le film Rock Star, avec Mark Wahlberg et Jennifer Aniston.
Fin 2006, l'EP Just a Taste est sorti. Trois morceaux dessus sortiront à nouveau sur l'album de 2008 Good 2B Alive, et l'autre morceau We All Die Young était déjà sorti sur Wait et la bande originale de Rock Star.
En 2016, Steelheart a joué au Rockingham 2016, festival de glam metal de trois jours à Nottingham, le 22 octobre, avec Marten Andersson de Lynch Mob et Lizzy Borden à la basse, en tant que tête d'affiche du deuxième jour. Steelheart a sorti l'album, Through Worlds of Stardust, en 2017 et l'album live, Rock'n Milan, en 2018.

## Membres

### Membres actuels
- Miljenko Matijevic - chant, guitare rythmique et acoustique, piano (1989-1992, 1996, depuis 2006)
- Joe Pessia - guitare solo (depuis 2017)
- Mike Humbert - batterie, percussions (depuis 2006)

### Anciens membres
- Chris Risola - guitare solo, chœurs (1989–1992, 2006–2014)
- Frank DiCostanzo - guitare rythmique, basse, chœurs (1989–1992)
- James Ward - basse, piano, chœurs (1989–1992, 1996)
- John Fowler - batterie (1990–1992; décédé en 2008)
- Kenny Kanowski - guitare solo (1996 ; décédé en 2017)
- Vincent Mele - basse (1996)
- Alex Makarovich - batterie (1996)
- Bill Lonero - guitare solo (2008)
- Jack Wilkenson - batterie (1989–1990)
- Sigve Sjursen - basse (2006–2007)
- Rev Jones - basse (2007-2016)
- Uros Raskovski - guitare solo (2006–2008, 2009–2010, 2014–2017)
- Timm Hamm - guitare basse (2013-2015) plus tard membre de Future Eyes, Republica, Geronimo 7, Imposchine, (simultanément 2015-2017) et Wirerims (depuis 2018)
- Marten Andersson - basse (2016-2022)

## Discographie

### Albums studio
- 1990 : Steelheart
- 1992 : Tangled in Reins
- 1996 : Wait
- 2008 : Good 2B Alive
- 2017 : Through Worlds of Stardust

### EP
- 2006 : Just a Taste EP

### Singles
| Année | Single                              | US Hot 100, | US Main Rock |
| ----- | ----------------------------------- | ----------- | ------------ |
| 1990  | Can't Stop Me Lovin' You            | —           | —            |
| 1991  | I'll Never Let You Go               | 23          | 24           |
| 1991  | She's Gone                          | 59          | —            |
| 1991  | Everybody Loves Eileen              | —           | 34           |
| 1992  | Mama Don't You Cry                  | —           | —            |
| 1996  | Wait                                | —           | —            |
| 2008  | Good 2B Alive                       | —           | —            |
| 2011  | Black Dog (reprise de Led Zeppelin) | —           | —            |
| 2017  | Got Me Runnin                       | —           | —            |
| 2017  | Lips of Rain                        | —           | —            |
| 2020  | My Freedom                          | —           | —            |

### Albums vidéo
| Année | Titre                                              | Certifications |
| ----- | -------------------------------------------------- | -------------- |
| 1992  | Steelheart – The Videos Pioneer Artists, Laserdisc | —              |
| 2006  | Steelheart – Still Hard Steelheart Records, DVD    | —              |